# Tătărăști, Hunedoara

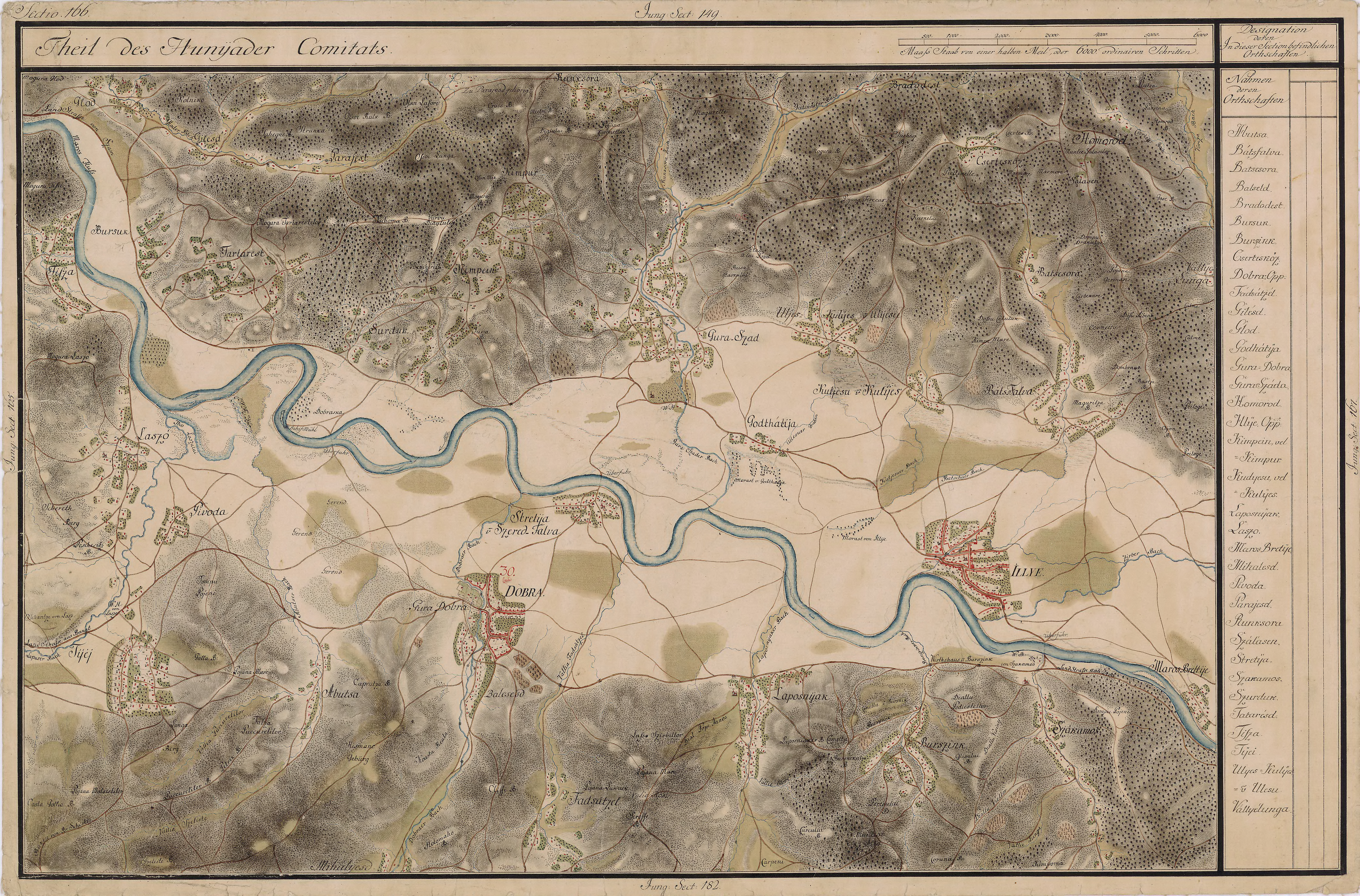
Tătărăști în Harta Iosefină a Transilvaniei, 1769-1773

Tătărăști este un sat în comuna Burjuc din județul Hunedoara, Transilvania, România.

## Personalități
- Sebastian Olariu (1859 - 1943), deputat în Marea Adunare Națională de la Alba Iulia 1918

## Vezi și
- Biserica de lemn din Tătărăști